# Ojos azules
Ojos azules är en kattras känd för sina djupblå ögon (Ojos azules betyder just "blå ögon"). Utöver kravet på blå ögon är de flesta färgkombinationer tillåtna. Vitfläckighet är mycket vanlig, och de maskade versionerna måste ha vita fläckar för att godkännas som riktiga Ojos azules (maskade katter av siamestyp har ju normalt blå ögon). 
Katten är mycket ovanlig, finns främst i USA, och har ett "normalamerikanskt" utseende (det vill säga påminner i byggnad och teckning om Amerikanskt korthår). Den härstammar från en katt kallad Cornflower i New Mexico, som fick en sköldpaddfärgad hona med den typiska ögonfärgen 1984.
Nyligen har det upptäckts att genen i dubbel upplaga (det vill säga från både moder och fader) ger kraniedeformationer och dödföddhet.
Rasen är inte godkänd av SVERAK men väl av de  nordiska independentklubbarna.

## Källhänvisningar
1. ↑  "GENETIC ANOMALIES OF CATS". Messybeast.com. Läst 23 februari 2015. (engelska)
2. ↑  "Styrelseprotokoll nr 2/12". Arkiverad 23 februari 2015 hämtat från the Wayback Machine. Sverak.se. Läst 23 februari 2015.